# Cheremshansky (distrito)
Cheremshansky é um distrito do Tartaristão, uma das repúblicas da Rússia.